# 緑町 (蓮田市)
緑町（みどりちょう）は、埼玉県蓮田市の町名。現行行政地名は緑町一丁目から緑町三丁目。住居表示実施地区。郵便番号は349-0104。

## 地理
埼玉県東部、蓮田市南東部の低地に位置する。東側で黒浜に、南側で城に、南西側で東と上に、北西側で椿山に、北側で城と黒浜に隣接する。地区の北西端を東北本線（宇都宮線）が緩い曲線を描くように通る。
住居表示の実施により成立した。元荒川河川敷は市街化調整区域に指定されており、それ以外は市街化区域に指定されている。主に民間開発により基盤整備がなされた住宅地となっており、生産緑地地区は存在しない。
河川
- 元荒川

### 地価
住宅地の地価は、2019年（令和元年）7月1日の埼玉県の地価調査によれば、緑町二丁目2253番5（住居表示は緑町二丁目19番9号）の地点で8万9900円/m2となっている。

## 歴史
- 1978年（昭和53年）10月1日 - 住居表示実施により、大字黒浜および大字城の各一部から緑町一丁目 - 三丁目が成立（大字黒浜および大字城の各一部から一丁目・三丁目が、大字黒浜の一部から二丁目が成立）[6][9]。

## 世帯数と人口
2020年（令和2年）9月1日時点の世帯数と人口は以下の通りである。
| 丁目       | 世帯数    | 人口    |
| ---------- | --------- | ------- |
| 緑町一丁目 | 393世帯   | 885人   |
| 緑町二丁目 | 371世帯   | 826人   |
| 緑町三丁目 | 239世帯   | 537人   |
| 計         | 1,003世帯 | 2,248人 |

## 小・中学校の学区
市立小・中学校に通う場合、学区は以下の通りとなる。
| 丁目       | 区域 | 小学校               | 中学校             |
| ---------- | --- | -------------------- | ------------------ |
| 緑町一丁目 | 63-1 - 7、64-1・2、65-1 - 3、66-1 - 8、67-1 - 17、68-1 - 7 2063-1、2109、2110-1 - 11、2111-1・2、2112-1 - 10 2113-1、2121-1 - 7、2122、2123、2124-1 - 9、2125-7 - 12 2127-1 - 6、2147-1 - 7、2148-1 - 15、2242、2243-1 - 5 2245-1 - 5、2246-１ - 3、2250-1・2、2251、2252 | 蓮田市立黒浜小学校   | 蓮田市立黒浜中学校 |
| 緑町一丁目 | その他 | 蓮田市立黒浜南小学校 | 蓮田市立黒浜中学校 |
| 緑町二丁目 | 全域 | 蓮田市立黒浜小学校   | 蓮田市立黒浜中学校 |
| 緑町三丁目 | 全域 | 蓮田市立黒浜小学校   | 蓮田市立黒浜中学校 |

## 交通

### 鉄道
地区内の椿山との境界付近を東北本線（宇都宮線）が通るが、駅は所在しない。最寄り駅は同線蓮田駅であり、約1.4 kmの位置にある。

### バス
朝日自動車により、蓮田駅東口発着の路線バスが運行されている。

### 道路
地内に国道および主要地方道・一般県道は通っていない。
- 都市計画道路蓮田駅東口黒浜線

## 施設
一丁目
- グリーンタウン自治会館
- 元荒川河川敷公園（一丁目と二丁目にまたがる）
- みどり公園

二丁目
- 蓮田市保健センター
- 殖産自治会館
- 岡の島公園
- 三角公園